# Schaflausfliegenbefall

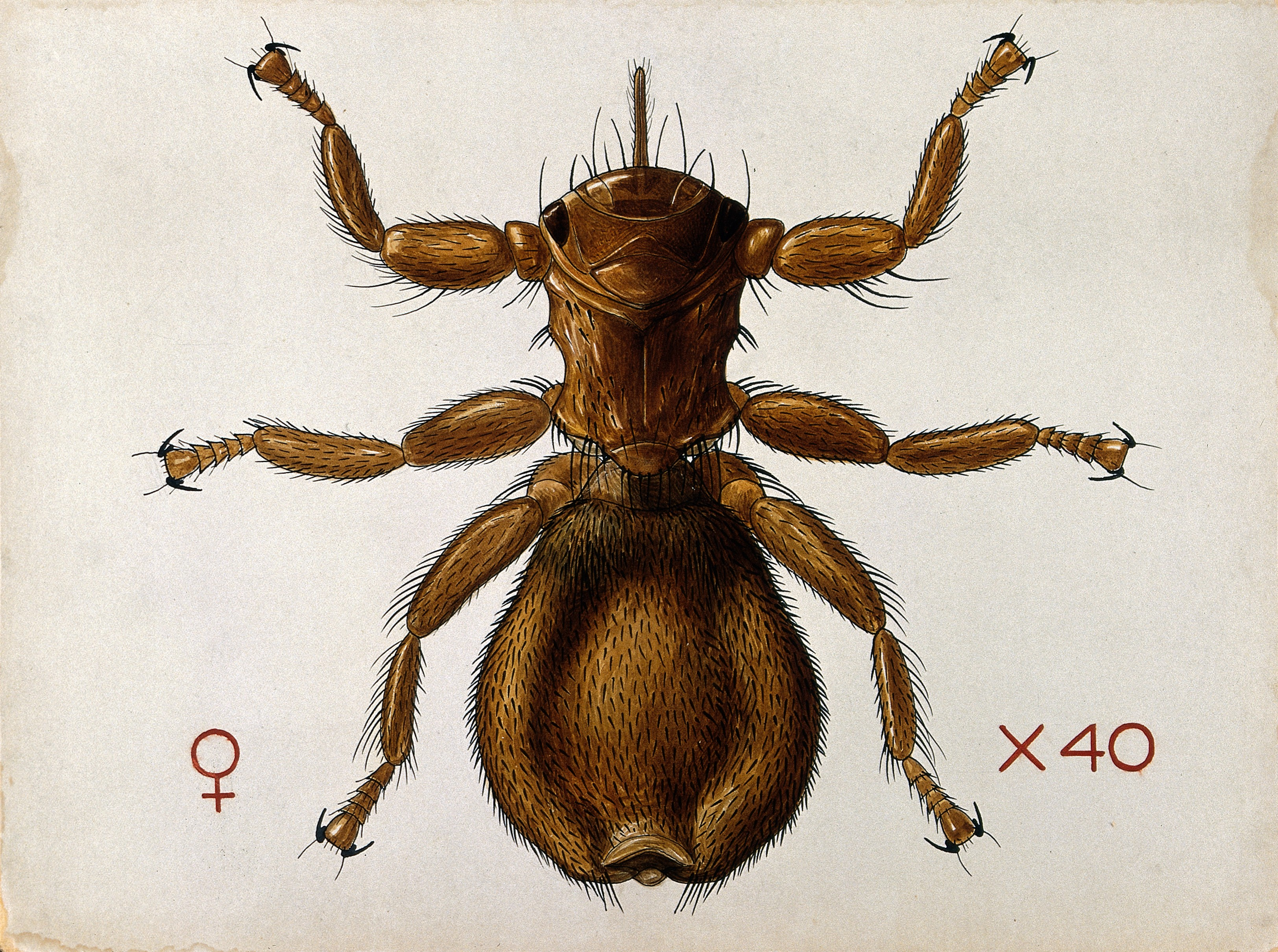
Schaflausfliege (Melophagus ovinus)

Der Schaflausfliegenbefall (Melophagose) ist eine Parasitose bei Schafen. Schaflausfliegen sind flügellose Insekten, die permanent auf Schafen leben und sich durch Blutsaugen ernähren. Selten werden auch Ziegen befallen. Sie werden von Laien auch häufig als Zecken angesprochen. Schaflausfliegen sitzen bevorzugt an Hals und Rumpf. Ihre Bewegungen auf dem Tier verursachen Unruhe, Juckreiz und Hautentzündungen. Durch Scheuern kommt es zum Wollausfall, durch Selbstbenagen zu Wunden. Bei starkem Befall kann es auch zu einer Blutarmut kommen. Auch Gewichtsverlust bis hin zur Abmagerung sind beschrieben. Durch den Kot der Schaflausfliegen kommt es zur Wollverfärbung und damit zur Verminderung der Wollqualität. Auch allergische Reaktionen sind beschrieben. Die höchste Befallsintensität liegt im Herbst und Winter vor.
Da der Befall zu einer starken Beunruhigung der Tiere führt, ist die Behandlung schon aus Tierschutzgründen angezeigt. Zudem können Schaflausfliegen das Bakterium Mycoplasma ovis (Syn. Eperythrozoon ovis) sowie einige Trypanosomen übertragen. Auch das Border-Disease-Virus, das Blauzungenvirus, Borrelia burgdorferi und Anaplasma phagocytophilum wurden im Parasiten nachgewiesen. Die Diagnose erfolgt durch Nachweis der Parasiten und ihrer Puppen. Durch eine zweimalige Schur kann bereits ein Großteil der Parasiten entfernt werden. Zudem können Insektizide wie Pyrethroide oder Organophosphate als Spray oder durch eine Tauchbehandlung aufgebracht werden. Zur Langzeitbehandlung eignen sich Ivermectin oder Imidacloprid. Zu beachten ist, dass die Puppenstadien nicht auf die Behandlung ansprechen. Wenn eine ausreichende Wirkstoffkonzentration im Flies für die Dauer des Puppenstadiums (30 bis 35 Tage) aufrechterhalten wird, dann werden auch die nachschlüpfenden Individuen erfasst.